# San Biagio dell’Anello

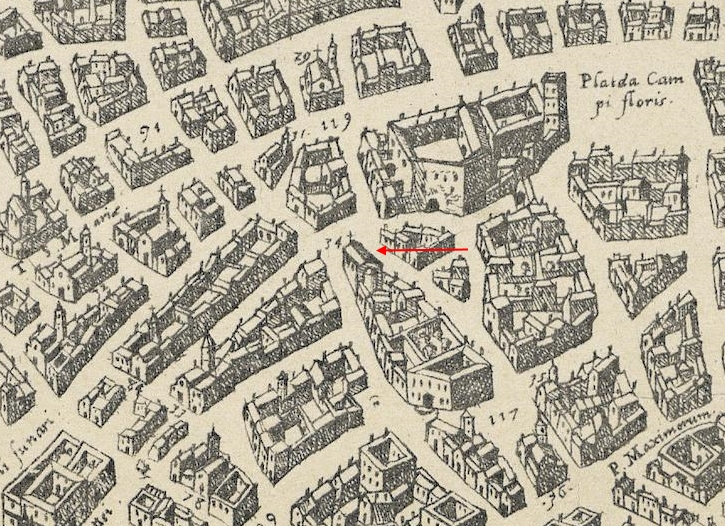
Lage und Umriss der Kirche San Biagio dell’Anello auf einem Stadtplanauszug (Pianta di Roma) von Étienne Dupérac, 1577

San Biagio dell’Anello (lateinisch: Titulus Sancti Blasii de Anello seu de Anulo) ist eine ehemalige Titelkirche. Papst Sixtus V. übertrug am 13. April 1587 den Rang einer Titelkirche von Sant’Apollinare alle Terme Neroniane-Alessandrine hierher und 1616 wurde der Rang durch Papst Paul V. zur Kirche San Carlo ai Catinari weiterübertragen.
1617 wurde die Kirche abgerissen, um den Weg zum Kloster der Theatiner von Sant’Andrea della Valle freizumachen.

## Kardinalpriester
- Ippolito de’ Rossi (27. April 1587 – 28. April 1591)
- Guido Pepoli (12. Juni 1595 – 8. Januar 1596: Ernennung zum Kardinalpriester von San Pietro in Montorio)
- Fernando Niño de Guevara (21. April 1597 – 8. Januar 1599: Ernennung zum Kardinalpriester von San Martino ai Monti)
- Bonviso Bonvisi (5. Juli 1599 – 1. September 1603)
- Girolamo Pamphili (25. Juni 1604 – 11. August 1610)
- Orazio Spinola (11. Januar 1616 – 24. Juni 1616)[1][2][3]